# Weltmeisterschaften der Rhythmischen Sportgymnastik 1994
Die 18. Weltmeisterschaften der Rhythmischen Sportgymnastik fanden 1994 in Paris, Frankreich statt.

## Ergebnisse

### Einzel-Mehrkampf
| Rang | Nation    | Athletin           |
| ---- | --------- | ------------------ |
| 1    | Bulgarien | Marija Petrowa     |
| 2    | Belarus   | Laryssa Lukjanenka |
| 2    | Russland  | Amina Saripowa     |

### Gruppe-Mehrkampf
| Rang | Nation    | Athletin |
| ---- | --------- | -------- |
| 1    | Russland  |          |
| 2    | Spanien   |          |
| 3    | Bulgarien |          |

### Gruppe-Mehrkampf mit einem Gerät
| Rang | Nation    | Athletin |
| ---- | --------- | -------- |
| 1    | Bulgarien |          |
| 2    | Russland  |          |
| 3    | Spanien   |          |

### Gruppe-Mehrkampf mit zwei Geräten
| Rang | Nation    | Athletin |
| ---- | --------- | -------- |
| 1    | Russland  |          |
| 2    | Bulgarien |          |
| 3    | Spanien   |          |

### Ball
| Rang | Nation    | Athletin              |
| ---- | --------- | --------------------- |
| 1    | Ukraine   | Kateryna Serebrjanska |
| 1    | Ukraine   | Olena Witrytschenko   |
| 3    | Bulgarien | Marija Petrowa        |

### Band
| Rang | Nation    | Athletin              |
| ---- | --------- | --------------------- |
| 1    | Ukraine   | Kateryna Serebrjanska |
| 2    | Bulgarien | Marija Petrowa        |
| 2    | Ukraine   | Olena Witrytschenko   |
| 2    | Russland  | Amina Saripowa        |

### Keulen
| Rang | Nation    | Athletin              |
| ---- | --------- | --------------------- |
| 1    | Ukraine   | Kateryna Serebrjanska |
| 2    | Bulgarien | Marija Petrowa        |
| 3    | Russland  | Amina Saripowa        |

### Reifen
| Rang | Nation    | Athletin              |
| ---- | --------- | --------------------- |
| 1    | Belarus   | Laryssa Lukjanenka    |
| 1    | Bulgarien | Marija Petrowa        |
| 1    | Ukraine   | Kateryna Serebrjanska |

### Medaillenspiegel
| Rang | Nation    | Gold | Silber | Bronze | Gesamt |
| ---- | --------- | ---- | ------ | ------ | ------ |
| 1    | Ukraine   | 5    | 1      | -      | 6      |
| 2    | Bulgarien | 3    | 3      | 2      | 8      |
| 3    | Russland  | 2    | 3      | 1      | 6      |
| 4    | Belarus   | 1    | 1      | -      | 2      |
| 5    | Spanien   | -    | 1      | 2      | 3      |